# داحسية بطباطية الأوراق
الداحسية بطباطية الأوراق (باللاتينية: Paronychia polygonifolia) نوع نباتي يتبع جنس الداحسية من الفصيلة القرنفلية.

## البيئة والانتشار
موطنه المغرب العربي، حيث ينتشر في المغرب الأقصى، وإسبانيا والبرتغال وفرنسا وإيطاليا وتركيا واليونان.

## مرادفات للاسم العلمي
- (باللاتينية: Chaetonychia polygonifolia (Vill.) Samp.)
- (باللاتينية: Ferriera polygonifolia Bubani)
- (باللاتينية: Illecebrum alpinum Vill.)
- (باللاتينية: Illecebrum polygonifolium Vill.)
- (باللاتينية: Plottzia polygonifolia (DC.) Samp.)